# Humban-haltash III
Humban-haltash III ou Umanaldash est le dernier grand souverain d'Élam. Il devient roi en 648 av. J.-C., succédant à Indabibi.
En 647, Assurbanipal mène une campagne contre l'Élam, son éternel ennemi. Elle est destinée entre autres à châtier les alliés de son frère, Shamash-shum-ukin, qui avait fait sécession de la Babylonie entre 652 et 648. Le roi élamite ne fait pas résistance et s'enfuit dans la montagne, et Assurbanipal le remplace par l'un de ses prédécesseur Tammarîtu II. Ce dernier, chassé par ses sujets, Humban-haltash reprend le pouvoir. Mais, Assurbanipal entreprend une nouvelle campagne contre lui, et il s'enfuit de nouveau, alors que Suse, la capitale, est ravagée par les assyriens. Il est alors capturé puis conduit en exil à Ninive.